# Idaea productata
Idaea productata là một loài bướm đêm trong họ Geometridae.